# Szancsurszki járás

A Szancsurszki járás a Kirovi területen

A Szancsurszki járás (oroszul Санчурский район, mari nyelven Шынчара кундем) Oroszország egyik járása a Kirovi területen. Székhelye Szancsurszk.

## Népesség
- 1989-ben 17 719 lakosa volt.
- 2002-ben 14 063 lakosa volt, melynek 86,26%-a orosz, 12,11%-a mari.
- 2010-ben 10 080 lakosa volt, melyből 8 748 orosz, 1 075 mari.